# إنجي ثيون
إنجي ثيون (بالنرويجية البوكمول: Inge Thun)‏ هو لاعب كرة قدم نرويجي في مركز حراسة المرمى، ولد في 17 يونيو 1945 في درامن في النرويج، وتوفي بنفس المكان في 15 فبراير 2008. شارك مع منتخب النرويج تحت 21 سنة لكرة القدم ومنتخب النرويج لكرة القدم. أما مع النوادي، فقد لعب مع نادي سترومسغودست.

## وصلات خارجية
- إنجي ثيون على موقع اتحاد النرويج (النرويجية)
- إنجي ثيون على موقع قاعدة بيانات كرة القدم.إي يو (الإنجليزية)
- إنجي ثيون على موقع ناشيونال فوتبول تيمز (الإنجليزية)
- إنجي ثيون على موقع عالم كرة القدم.نت (الإنجليزية)